# 金牛区
金牛区是中国四川省成都市市辖区，是成都市的中心城区（即五城区）之一。位于成都市中心城区的西北部。与新都区、青羊区、成华区、郫都区相邻。辖区面积108平方公里，常住人口約127万人。地处城市上风上水之地，空气清新，水源洁净，为川西平原生态、水资源保护区。區人民政府駐撫琴街道沙灣路65號。

## 名称由来
金牛的由来史书里有详细记载，《括地志》中说；“昔秦欲伐蜀，路无由入，乃刻石牛五头，置金于后，伪言此牛能屎金，以遣蜀，蜀候贪信之，令五丁共引牛，堑山堙谷，至之成都。”《华阳国志·蜀志》也有同样的记载。相传蜀王置石牛的地方，即今金牛坝。1960年，郊区更名为金牛区，因境内“金牛坝”得名。现金牛游园内设有金牛雕塑。

## 行政区划
金牛区下辖13个街道办事处：
西安路街道、西华街道、荷花池街道、驷马桥街道、茶店子街道、抚琴街道、九里堤街道、五块石街道、营门口街道、金泉街道、沙河源街道、天回镇街道和凤凰山街道。

## 人口
成都市第七次全国人口普查显示：金牛区常住人口为1265398人，男性人口占比49.66%，女性人口占比50.34%，年龄结构中0-14岁占比11.92%，15-59岁占比70.41%，60岁以上占比17.67%，65岁以上占比12.83%。

## 经济
金牛区工业发展迅速，规模以上工业企业逐步实现在工业开发区集中发展，电子信息、生物制药、食品饮料和现代制造四大行业正成为全区工业发展主力。第三产业较为发达，其中餐饮娱乐业、商贸市场业、现代物流业、宜居住宅业比较优势明显。

## 社会
金牛区教育科研实力雄厚。西南交通大学、西华大学、成都中医药大学、中国电子科技集团第二十九研究所、中国电子科技集团第十研究所均位于本区。

## 交通
金牛区已形成了“六纵六横”道路网格（“六纵”指蜀汉路(羊西线)、金牛大道(成灌路)、商贸大道、沙西线、成彭路、川陕路；“六横” 指内环路、一环路、二环路、中环路、三环路、绕城高速公路），而且拥有连接成渝、宝成、成昆、成达等四条铁路枢纽的成都站和通往川西、川北地区公路运输要塞的茶店子客运站、北门客运站。

## 著名景点
永陵博物馆：永陵坐落于成都市羊市街西延线三洞桥，是五代十国时期前蜀国开国皇帝王建的陵墓，俗称王建墓，也是我国目前所知的唯一建筑于地面之上和第一个经过正式发掘的帝王陵墓。是五代时前蜀皇帝王建的陵墓，史书上称“永陵”。1961年国务院正式公布为全国重点文物保护单位。
成都欢乐谷：成都欢乐谷主题公园，是成都市文化产业重点项目和旅游产业重点项目。位于成都市金牛区北三环一段与交大路交界处，项目占地47万平方米。 园区由阳光港、欢乐时光、加勒比旋风、巴蜀迷情、飞行岛、魔幻城堡、飞跃地中海等七大主题区域组成，其中设置了130余项体验观赏项目，包括43项娱乐设备设施、58处人文生态景观、10项艺术表演、20项主题游戏和商业辅助性项目。
非物质文化遗产公园：非物质文化遗产主题公园选址成都市金牛区两河城市森林。非物质文化遗产主题公园，按照“传承历史文脉、保护文化遗产、融入生活方式、守望精神家园”的要求，坚持“与生态保护相结合、与产业化相结合、与市场化相结合”，形成文化内涵丰富、生态环境优美、人文与自然交相辉映的主题公园，并将努力打造成为中国非物质文化遗产保护基地、全国文化产业示范基地、全国AAAA级文化旅游景区、青少年爱国主义教育基地。
另外，还有金沙遗址博物馆（部分）、枣子巷、黄忠墓、安史之乱时唐玄宗躲避战祸的少年古蜀道的起点天回镇、成都植物园、九里堤水文遗址、成都市青少年科技园、凤凰山公园、天回银杏园、湿地公园、城北体育公园等公园景点。